# Tadeusz Zawadzki

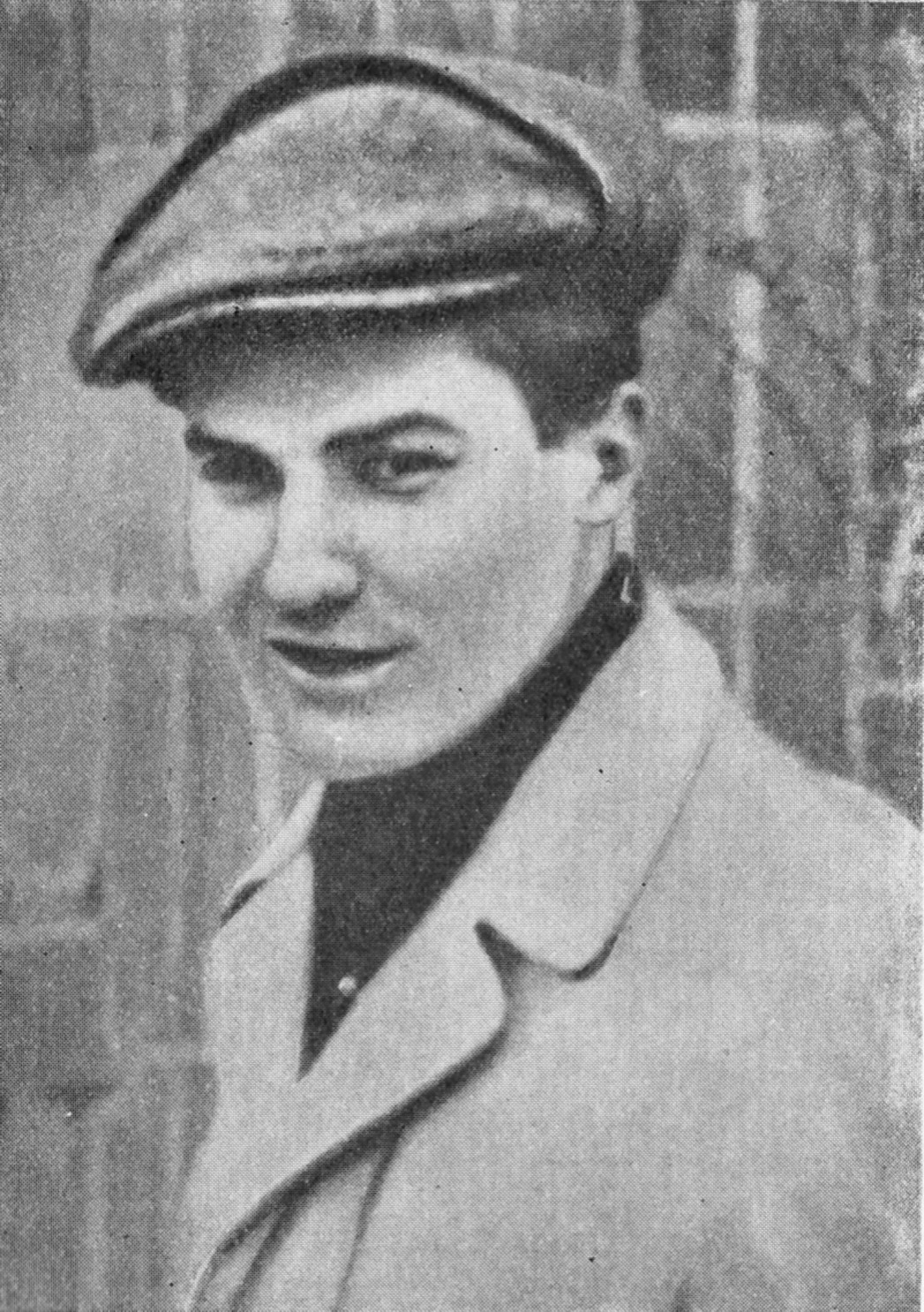
Tadeusz Zawadzki, dit "Zośka"

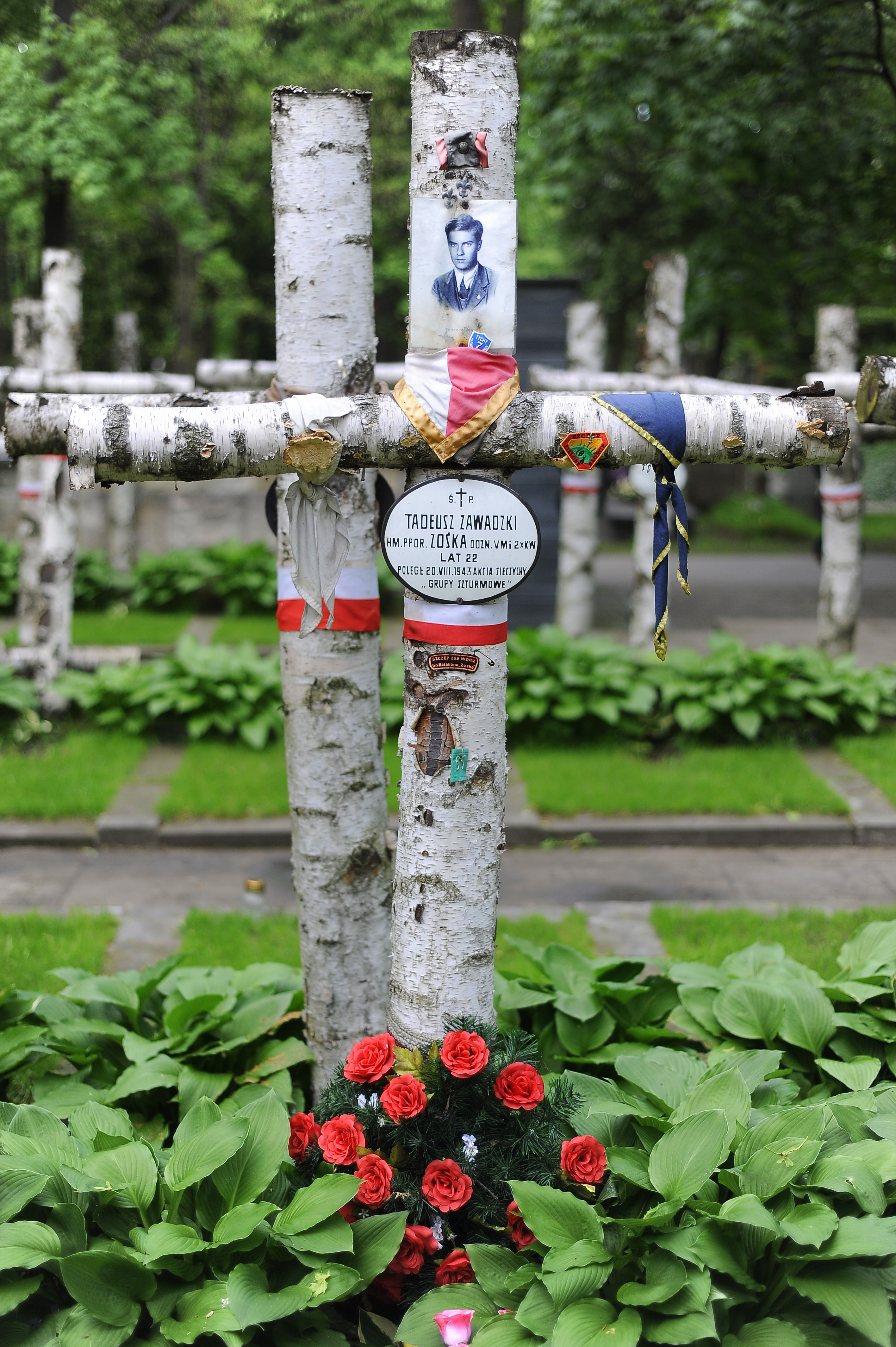
Croix sur la tombe de Tadeusz Zawadzki au Cimetière Militaire "Wojskowe Powązki" à Varsovie

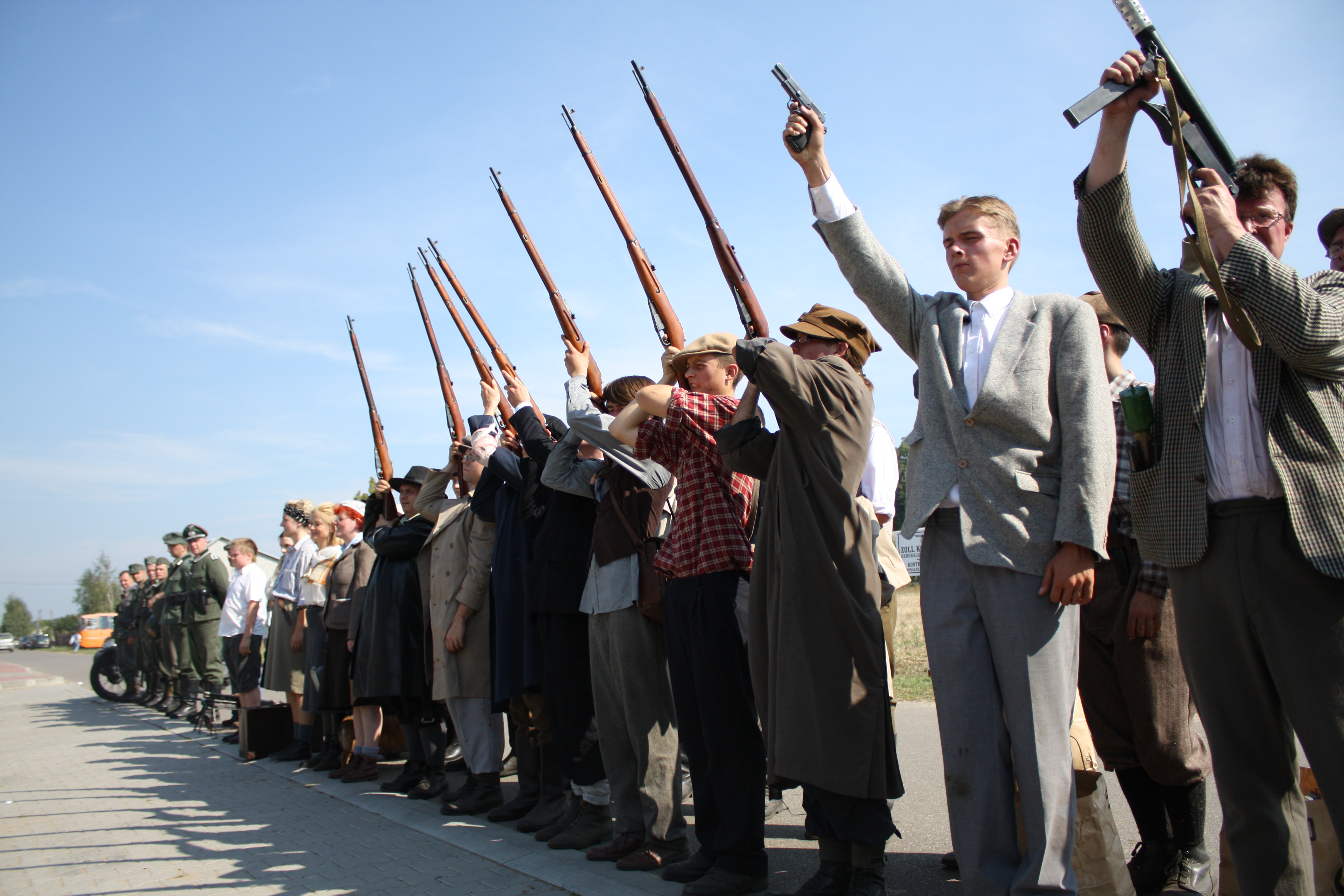
Une reconstitution historique organisée le 6 septembre 2008 à Sieczycha pour rappeler les combats de l'action "Taśma"

Tadeusz Zawadzki, nom d'emprunt: Tadeusz Zieliński, ps. Kajman, Kotwicki, Lech Pomarańczowy, Tadeusz ou encore Zośka (24 janvier 1921 - 20 août 1943). Instructeur scout, scoutmestre, Sous-Lieutenant de l'Armia Krajowa, commandant des Groupes de tempête sur la zone de Varsovie.
Connu dans la littérature jeunesse pour être, avec son ami Jan Bytnar, l'un des héros de Kamienie na szaniec, le livre d'Aleksander Kamiński.

## Biographie
Tadeusz Zawadzki est né le 24 janvier 1921 à Varsovie. Fils de Józef Zawadzki et de Leona Zawadzka. En septembre 1933, il commence ses études secondaires aux collège et lycée public Stefan Batory de Varsovie. Dans sa classe, il se retrouve avec des jeunes qui vont aussi devenir des soldats des Groupes de tempête de Varsovie: Jan Bytnar ps. "Rudy", Maciej Aleksy Dawidowski ps. "Alek" et le poète Krzysztof Kamil Baczyński.
Il entre dans le Scoutisme au mois de septembre 1933, dans la 23e Troupe Bolesław Chrobry à Varsovie, appelée aussi "Pomarańczarnia" (aujourd'hui Troupe Krzysztof Kamil Baczyński). Il finit le lycée à la fin du mois de mai 1939 et rejoint la résistance dès le mois d'octobre. Dans le cadre de la 23e Troupe, les scouts se mobilisent autour de lui à partir de 1941 dans la "Pomarańczarnia en guerre" et, dans cette mobilisation, il a pour pseudonyme "Lech Pomarańczowy".
Une fois, en décembre 1939 puis en janvier 1940, il participe à des actions de petit sabotage organisées par l'Action Populaire Polonaise Indépendantiste (Polska Ludowa Akcja Niepodległościowa - PLAN). De janvier à juillet 1940, il sert d'agent de liaison pour une cellule de l'Union de la Lutte armée (Związek Walki Zbrojnej - ZWZ) organisée par le capitaine Zygmunt Hempl et Halina Starczewska-Chorążyna et par la suite, dirigée par Kazimierz Sosnkowski. 
En mars 1941, par le biais de sa troupe il intègre les "Szare Szeregi" et est nommé responsable du district de Mokotów dans le sud de Varsovie. Ce district est alors rattaché à l'organisation du petit sabotage Wawer, dans lequel "Zośka" est commandant. À cette époque, Tadeusz est l'un des participants les plus actifs de l'organisation. Parce que son secteur totalise le plus grand nombre de "kotwica" peintes, il reçoit du commandant en chef de "Wawer" Aleksander Kamiński le pseudonyme "Kotwicki". Avec les membres de son district, il participe aussi à l'Opération N (une opération de propagande en langue allemande menée par le Bureau de l'information et de la propagande de l'État major de l'AK).
De mai à juin 1942, il fait une formation à la "Szkoła za Lasem" pour devenir assistant (grade juste en dessous du scoutmestre) et, le 15 août 1942, il reçoit le grade d'assistant et son pseudonyme d'instructeur, "Kajman". Le 13 septembre 1942, pour les gars de son district, il dirige une journée complète d'exercices en plein air dans les Lasy Chojnowskie, une forêt près de Varsovie.
Dans le cadre d'une réorganisation des Szare Szeregi en novembre 1942, Tadeusz Zawadzki reçut sous le pseudonyme "Tadeusz" la responsabilité de la ruche "Centrum", officier des Groupes de tempête de Varsovie (répartis en quatre ruches) et une fois officier en second de "Jerzy". Il finit sa formation de sous-officier en janvier 1943.
Probablement à ce moment-là, z uwagi na znaczne obciążenie obowiązkami organizacyjnymi, musiał przerwać naukę (depuis 1940 il étudiait à l'École Nationale d'Ingénieurs -
Il est mort le 20 août 1943, lors de l'attaque menée sur un mirador dans le village de Sieczychy.
À la fin du mois d'août 1943, un bataillon des Szare Szeregi est nommé en son nom: le bataillon Zośka. 